# Beauty Success
 (janvier 2024).
Beauty Success est une entreprise française de vente de parfums, de produits cosmétiques et de beauté. Le groupe compte plus de 500 points de vente en France.
Nicole Georges se lança dans le commerce de la parfumerie en 1973[source insuffisante]. En 1995, Beauty Success est créé lorsque la famille Georges s'associe à la famille Poirel et cinq autres familles de parfumeurs.
En 2016, l'entreprise se développe également dans le domaine des instituts de beauté en rachetant l'entreprise Esthetic Center (170 instituts de beauté en France). Avec plus de 500 points de vente, le groupe devient le deuxième acteur du marché de beauté en France, derrière Yves Rocher.
Le groupe comporte six enseignes en 2018 : Beauty Success, Esthetic Center, Beautifull Days, Parapharmacie Tanguy, Beauty Sisters et Nicole.